# El Draft 2005
El Draft 2005: La Nueva Generación del Reggaetón es un álbum recopilatorio de varios artistas presentado por Boy Wonder y Chencho. Inicialmente, fue publicado el 30 de septiembre de 2005 bajo Chosen Few Emerald Entertainment, Chencho Records y Urban Box Office. Cuenta con las participaciones de Rakim & Ken-Y, John Eric, Reychesta "Secret Weapon", Cheka, entre otros.
Chencho y Boy Wonder tuvieron la idea de un álbum recopilatorio underground creado para una competencia en búsqueda de encontrar la próxima estrella de reguetón, recibiendo exposición mediática de medios estadounidenses. Antes del lanzamiento, el 3 de agosto de 2005 se anunció al ganador de la competencia: el dúo Rakim & Ken-Y. El álbum también hizo despegar las carreras de Jowell & Randy y el desconocido Fuego, este último con su canción «Me gustan todas». Boy Wonder firmó en su sello a los artistas Fuego, Getto, Reychesta "Secret Weapon", anteriormente del grupo Tres Coronas, y LDA, el primer dúo masculino-femenino de reguetón. Por su lado, Chencho firmó en su compañía a Carifresco y Amaro.

## Lista de canciones
| N.º     | Título                    | Intérprete(es)            | Duración |  |
| 1.      | «The Starting Line Up»    |                           | 2:08     |  |
| 2.      | «Métele coraje»           | Angel Doze                | 2:46     |  |
| 3.      | «Mi señora»               | Amaro                     | 2:54     |  |
| 4.      | «Estoy en mi cama»        | LDA                       | 3:08     |  |
| 5.      | «Activo»                  | Cheka                     | 4:03     |  |
| 6.      | «Tu no estás»             | Rakim & Ken-Y             | 3:17     |  |
| 7.      | «Fuakata»                 | John Eric                 | 3:18     |  |
| 8.      | «Te conocí»               | Guelo Star, DJ Blass      | 3:04     |  |
| 9.      | «Síguelo bailando solita» | Jowell & Randy            | 3:44     |  |
| 10.     | «Así»                     | Reychesta "Secret Weapon" | 4:11     |  |
| 11.     | «Descontrólate»           | Jomar                     | 2:35     |  |
| 12.     | «Yo quiero ser tu hombre» | Kartier                   | 3:15     |  |
| 13.     | «Ella es pura»            | Varón                     | 2:42     |  |
| 14.     | «Cuando te sientas sola»  | Carifresco                | 3:39     |  |
| 15.     | «Medicina»                | Gemstar & Big Mato        | 4:39     |  |
| 16.     | «Me gustan todas»         | Fuego                     | 3:29     |  |
| 17.     | «Damelo Duro»             | Noztra                    | 2:54     |  |
| 18.     | «Winding Go Down Girl»    | Mr. Philips, Rhythm       | 3:13     |  |
| 19.     | «Me estás tentando»       | Chaka Black, Tony Haze    | 3:26     |  |
| 20.     | «No se traben»            | Omawi Bling               | 3:34     |  |
| 21.     | «Machúcala»               | Ruster                    | 2:48     |  |
| 22.     | «No digas que no»         | David D'Ambulante         | 3:23     |  |
| 23.     | «Nena»                    | Duran                     | 2:36     |  |
| 24.     | «El Preso»                | Tres Coronas              | 3:48     |  |
| 1:18:34 |                           |                           |          |  |

## El Draft 2006
Una continuación estuvo trabajándose en 2006 pero terminó cancelándose, se publicó un álbum demo con las canciones ya grabadas. Algunas de estas canciones terminaron en otras compilaciones como por ejemplo «Peligrosa» de Ñejo & Dalmata, que forma parte de Flow la Discoteka 2.
1. «Ella Me Enloquece» – Arcángel & De la Ghetto
2. «Peligrosa» – Ñejo & Dalmata
3. «Tu» – Joan & O'Neill
4. «Me Encanta» – Angel Doze
5. «Aqui Estoy Yo» – Gocho
6. «Solo Una Mirada Basto (New Version)» – Tony Dize
7. «Hazlo Conmigo» – Maldy, Jason
8. «Tus Recuerdos» – Joan & O'Neill
9. «Siguelo Bailando Solita (New Version)» – Jowell & Randy
10. «En Donde Estas» – Lil Sean, Delirious
11. «Ardiente» – Benelly
12. «Mirate al Espejo» – Temperamento

## Posicionamiento en listas
| Listas (2005)                        | Mejor posición |
| ------------------------------------ | -------------- |
| Estados Unidos (Billboard 200)       | 124            |
| Estados Unidos (Latin Rhythm Albums) | 1              |
| Estados Unidos (Top Latin Albums)    | 4              |

| Lista (2006)                         | Posición |
| ------------------------------------ | -------- |
| Estados Unidos (Latin Rhythm Albums) | 11       |
| Estados Unidos (Top Latin Albums)    | 24       |

## Premios y nominaciones
| Año  | Premios                      | Categoría                   | Resultado | Ref.   |
| ---- | ---------------------------- | --------------------------- | --------- | ------ |
| 2006 | Billboard Latin Music Awards | Álbum recopilatorio del año | Nominado  | [ 13 ] |